# ISS-Expeditie 35
ISS-Expeditie 35 was de vijfendertigste missie naar het Internationaal ruimtestation ISS. De missie begon op 15 maart 2013 met het vertrekken van het Sojoez TMA-06M-ruimtevaartuig vanaf het ISS met drie bemanningsleden van ISS-Expeditie 34 aan boord. 

## Bemanning
| Bevelhebber       | Chris Hadfield, CSA 3e ruimtevlucht    | Chris Hadfield, CSA 3e ruimtevlucht       |                                           |                                           |
| Flight Engineer 1 | Thomas Marshburn, NASA 2e ruimtevlucht | Thomas Marshburn, NASA 2e ruimtevlucht    |                                           |                                           |
| Flight Engineer 2 | Roman Romanenko, RSA 2e ruimtevlucht   | Roman Romanenko, RSA 2e ruimtevlucht      |                                           |                                           |
| Flight Engineer 3 |                                        | Christopher Cassidy, NASA 2e ruimtevlucht | Christopher Cassidy, NASA 2e ruimtevlucht | Christopher Cassidy, NASA 2e ruimtevlucht |
| Flight Engineer 4 |                                        | Pavel Vinogradov, RSA 3e ruimtevlucht     | Pavel Vinogradov, RSA 3e ruimtevlucht     | Pavel Vinogradov, RSA 3e ruimtevlucht     |
| Flight Engineer 5 |                                        | Aleksandr Misoerkin, RSA 1e ruimtevlucht  | Aleksandr Misoerkin, RSA 1e ruimtevlucht  | Aleksandr Misoerkin, RSA 1e ruimtevlucht  |